# New Zealand Football Championship 2012/13
Die New Zealand Football Championship 2012/13 war die neunte Spielzeit der höchsten neuseeländischen Spielklasse im Fußball der Männer. Sie begann am 3. November 2012 mit der Partie zwischen Auckland City FC und Canterbury United und endete am 17. März 2013 mit dem Finale zwischen Waitakere United und Auckland City FC. Im Finale setzte sich Waitakere mit 4:3 nach Verlängerung durch und konnte somit seinen Titel aus dem Vorjahr verteidigen.

## Modus
Zunächst spielten alle Mannschaften in einer aus acht Mannschaften bestehenden Liga in Hin- und Rückrunde gegeneinander, sodass jedes Team 14 Spiele bestritt. Die ersten vier Mannschaften nach der Vorrunde qualifizierten sich für die Meisterschaftsplayoffs, deren Halbfinale ebenfalls in Hin- und Rückspiel ausgetragen wurden. Im Finale wurde jedoch nur ein Spiel gespielt.

## Vorrunde

### Abschlusstabelle
| Pl. | Verein               | Sp. | S  | U | N  | Tore    | Diff. | Punkte |
| --- | -------------------- | --- | -- | - | -- | ------- | ----- | ------ |
| 1.  | Waitakere United (M) | 14  | 12 | 1 | 1  | 048:120 | +36   | 37     |
| 2.  | Auckland City FC     | 14  | 10 | 3 | 1  | 044:180 | +26   | 33     |
| 3.  | Canterbury United    | 14  | 9  | 1 | 4  | 034:190 | +15   | 28     |
| 4.  | Hawke’s Bay United   | 14  | 7  | 3 | 4  | 029:210 | +8    | 24     |
| 5.  | Team Wellington      | 14  | 7  | 0 | 7  | 027:210 | +6    | 21     |
| 6.  | Waikato FC           | 14  | 3  | 0 | 11 | 018:480 | −30   | 09     |
| 7.  | Otago United         | 14  | 2  | 0 | 12 | 014:400 | −26   | 06     |
| 8.  | YoungHeart Manawatu  | 14  | 2  | 0 | 12 | 015:500 | −35   | 06     |

| (M) | amtierender neuseeländischer Meister |

### Kreuztabelle
| New Zealand Football Championship 2012/13 Vorrunde |     |     | Canterbury United | Hawke’s Bay United | Team Wellington | Waikato FC | Otago United | YoungHeart Manawatu |
| -------------------------------------------------- | --- | --- | ----------------- | ------------------ | --------------- | ---------- | ------------ | ------------------- |
| Waitakere United                                   |     | 1:1 | 2:3               | 3:1                | 3:0             | 1:0        | 4:1          | 4:0                 |
| Auckland City FC                                   | 2:3 |     | 5:2               | 1:1                | 3:2             | 7:1        | 3:1          | 4:0                 |
| Canterbury United                                  | 1:3 | 1:3 |                   | 4:0                | 0:2             | 4:0        | 2:1          | 4:1                 |
| Hawke’s Bay United                                 | 0:3 | 1:1 | 1:1               |                    | 3:0             | 4:0        | 2:0          | 4:2                 |
| Team Wellington                                    | 1:3 | 2:3 | 0:1               | 4:2                |                 | 1:0        | 0:1          | 3:1                 |
| Waikato FC                                         | 1:9 | 1:4 | 0:5               | 0:2                | 1:4             |            | 3:1          | 2:3                 |
| Otago United                                       | 1:4 | 1:3 | 1:4               | 1:3                | 0:2             | 1:6        |              | 0:3                 |
| YoungHeart Manawatu                                | 0:5 | 1:4 | 0:2               | 1:5                | 0:6             | 2:3        | 1:4          |                     |

## Meisterplayoff

### Halbfinale
Die Hinspiele fanden am 3. März 2013, die Rückspiele am 9. & 10. März 2013.
|                    | Gesamt |                  | Hinspiel | Rückspiel |
| ------------------ | ------ | ---------------- | -------- | --------- |
| Canterbury United  | 2:5    | Auckland City FC | 1:2      | 1:3       |
| Hawke’s Bay United | 5:10   | Waitakere United | 1:4      | 4:6       |

### Finale
Das Finale fand am 17. März 2013 statt.
| Datum      |                  | Ergebnis  |               |
| ---------- | ---------------- | --------- | ------------- |
| 17.03.2013 | Waitakere United | 4:3 n. V. | Auckland City |

## Weblink
- New Zealand Football Championship 2012/13 in der Datenbank von RSSSF (englisch)